# إيستيل (موسيقية)
إيستيل فانتا سواراي (بالإنجليزية: Estelle Fanta Swaray) هي مغنية وكاتبة أغاني ومنتجة تسجيلات وممثلة بريطانية ولدت في يوم 18 يناير 1980 في مدينة لندن عاصمة المملكة المتحدة لاب من أصل غرانادي وأم من أصل سنغالي، بدأت الغناء في سنة 2004 وإحترفت غناء الأر أند بي والسول والهيب الهوب، أبرز أغانيها American Boy في سنة 2008 مع كانييه ويست وأغنية One Love في سنة 2009 مع الدي جاي الفرنسي ديفيد جوتا، لإيستيل أيضاً أعمال مشتركة مع كل من جون لجند وروبن ثيكي و ريك روس وكريس براون وويل.آي.أم، وفي سنة 2013 مثلت صوت غارنت في مسلسل ستيفن البطل.

## وصلات خارجية
- إيستيل على موقع IMDb (الإنجليزية)
- إيستيل على موقع ميوزك برينز (الإنجليزية)
- إيستيل على موقع رولينغ ستون (الإنجليزية)
- إيستيل على موقع إن إن دي بي (الإنجليزية)
- إيستيل على موقع أول ميوزيك (الإنجليزية)
- إيستيل على موقع ديسكوغز (الإنجليزية)
- إيستيل على موقع قاعدة بيانات الفيلم (الإنجليزية)